# Harold Clayton Urey
Harold Clayton Urey (ur. 29 kwietnia 1893 w Walkerton, Indiana, zm. 5 stycznia 1981 w La Jolla, Kalifornia) – amerykański chemik, za odkrycie deuteru laureat Nagrody Nobla w dziedzinie chemii z roku 1934.

## Życiorys
W latach 1923–1924 prowadził badania wspólnie z Nielsem Bohrem, następnie w latach 1924–1929 wykładał w Uniwersytecie Johna Hopkinsa w Baltimore. W latach 1929–1945 był profesorem Uniwersytetu Columbia w Nowym Jorku, a w latach 1945–1952 Uniwersytetu Chicagowskiego. Był członkiem Narodowej Akademii Nauk w Waszyngtonie.
Zajmował się badaniami składu izotopowego wielu pierwiastków chemicznych. Był autorem metod rozdzielania izotopów. Przyczynił się także do rozwoju prac nad bombą atomową rozdzielając izotopy uranu U-235 i U-238.
Wysunął hipotezę dotyczącą pochodzenia planet i gwiazd oraz pochodzenia życia na Ziemi (por. zupa pierwotna). Opracował metodę szacowania temperatury wód oceanów (nawet do 180 mln lat wstecz).
W 1931 roku odkrył ciężki izotop wodoru – deuter wyodrębniając go z czystego chemicznie ciekłego wodoru, za co w 1934 roku otrzymał Nagrodę Nobla.

## Publikacje
- 1952: The Planets. Their Origin and Development.